# Brassac (Tarn-et-Garonne)
Brassac is een gemeente in het Franse departement Tarn-et-Garonne (regio Occitanie) en telt 248 inwoners (1999). De plaats maakt deel uit van het arrondissement Castelsarrasin.

## Geografie
De oppervlakte van Brassac bedraagt 20,1 km², de bevolkingsdichtheid is 12,3 inwoners per km².
De onderstaande kaart toont de ligging van Brassac (Tarn-et-Garonne) met de belangrijkste infrastructuur en aangrenzende gemeenten.

## Demografie
Onderstaande figuur toont het verloop van het inwonertal (bron: INSEE-tellingen).